# Indicció

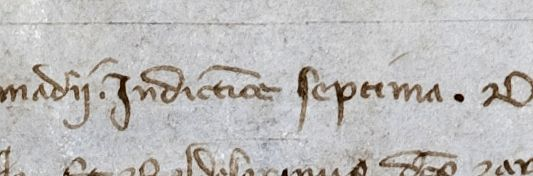
Exemple d'indicció en un document del 16 de maig de 1324.

La indicció és un cicle de quinze anys utilitzat a l'època medieval per datar documents. Cada cicle està numerat: primera indicció, segona indicció, etc.
El seu establiment a Roma s'atribueix a Dioclecià (297-298), però la seva difusió no arribà fins a l'època de Constantí, quan a partir de l'any 313 es començà a numerar els anys d'acord amb aquesta periodització i prenent com a punt d'origen l'any 3 aC.